# Tours préliminaires de la Coupe de Belgique de football 2019-2020
 (juin 2020).
Si vous disposez d'ouvrages ou d'articles de référence ou si vous connaissez des sites web de qualité traitant du thème abordé ici, merci de compléter l'article en donnant les références utiles à sa vérifiabilité et en les liant à la section « Notes et références ».
Navigation
Édition précédente Édition suivante
Cette page présente le déroulement et les résultats des cinq premiers tours préliminaires de la Coupe de Belgique 2019-2020. Ces cinq tours sont joués du 27 juillet 2019 au 25 août 2019 pour un total de 280 rencontres.
Le nom commercial de l'épreuve demeure la « Croky Cup », du nom d'une marque de chips.
Cette édition est la troisième après la réforme de la hiérarchie des divisions au sein du football belge.

## Tirage au sort en deux temps
Exceptionnellement, le tirage au sort des cinq tours préliminaires s’est déroulé en deux temps. Ceci en raison du dossier «YR KV Malines», lequel est impliqué et sanctionné dans un dossier de falsification de match en 2018 (voir lien «2018 Footballgate»).
Les deux premiers tours ont été tirés (par ordinateur) le mardi 2 juillet 2017 au siège central de l'URBSFA . Pour les trois tour suivants, il faut attendre le lundi 22 juillet 2017 pour que le tirage au sort soit effectué et le lundi 29 juillet 2017 pour qu'il soit rendu public .
Pour les résultats de l'épreuve à partir des seizièmes de finale, voir Coupe de Belgique de football 2019-2020.

## Fusions - Changements d'appellation
- Au terme de la saison 2016-2017, le K. VV Houtem (matricule 6831) fusionne avec le K. VK Arsenal Oplinter (matricule 3217) pour former le K. VC Houtem-Oplinter, sous le matricule 6831.
- Au terme de la saison 2016-2017, le R. CS Ways-Genappe (matricule 1918) fusionne avec le FC Houtain-Genappe (matricule 8762) pour former le R. FC Genappe, sous le matricule 1918.
- Au terme de la saison 2018-2019, le Royal Olympic Club de Charleroi (matricule 246) fusionne avec le R. Châtelet Farciennes SC (matricule 725) pour former le R. Olympic CCF sous le matricule 246.
- Au terme de la saison 2018-2019, la Royale Entente couvin-Mariembourg (matricule 248) englobe la JS de Fraire (matricule 8461) pour former lq R. Entente Sportive Couvin-Mariembourg Fraire sous le matricule 248.
- Au terme de la saison 2018-2019, l' UR Namur-FLV (matricule 156) fusionne avec l' Étoile Rouge de Belgrade (matricule 8171) qui évolue alors en 4e provinciale soit le 9e niveau de la hiérarchie. La fusion n'entraîne aucun changement de nom.

## Fonctionnement - Règlement
La Coupe de Belgique est jouée par matches à élimination directe. Les équipes de Division 1 (Jupiler Pro League) ne commencent l'épreuve qu'à partir des seizièmes de finale.
Pour l'édition 2019-2020, cinq tours préliminaires concernent 295 clubs issus de tous les niveaux inférieurs à la Jupiler Pro League. Au total 277 rencontres sont jouées lors de ces 5 tours préliminaires.
Ces 295 équipes proviennent des divisions suivantes :
- 160 clubs provinciaux
- 64 clubs de Division 3 Amateur
- 48 clubs de Division 2 Amateur
- 16 clubs de Division 1 Amateur
- 7 clubs de Division 1 B

Les 16 équipes qualifiées à l'issue du 5e tour affrontent un des 16 clubs de D1 lors des 1/16es de finale, excepté le YR KV Malines» qui est exclu de cette édition dans le cadre d'un dossier de falsification de match en 2018 (voir lien «2018 Footballgate»). Cet état de fait i!nduit une adaptation du programme: voir "Troisième tour".

### Participation par provinces
Le tableau ci-dessous détaille la répartition par provinces des clubs prenant part aux cinq premiers tours de la Coupe de Belgique.
| #  | Provinces                       | Total | D1 B | D1 Amateur | D2 Amateur | D3 Amateur | Provinciaux |
| -- | ------------------------------- | ----- | ---- | ---------- | ---------- | ---------- | ----------- |
| 1  | Province d'Anvers               | 39    | 2    | 4          | 6          | 8          | 19          |
| 2  | Province du Brabant flamand     | 27    | 1    | 0          | 5          | 5          | 16          |
| 3  | Province du Brabant wallon      | 12    | 0    | 1          | 1          | 4          | 6           |
| 3b | Bruxelles - ACFF                | 12    | 0    | 1          | 0          | 4          | 7           |
| 4  | Province de Flandre-Occidentale | 29    | 1    | 1          | 7          | 3          | 17          |
| 5  | Province de Flandre-Orientale   | 44    | 1    | 2          | 10         | 10         | 21          |
| 6  | Province de Hainaut             | 30    | 0    | 2          | 3          | 9          | 16          |
| 7  | Province de Liège               | 32    | 0    | 3          | 6          | 7          | 16          |
| 8  | Province de Limbourg            | 32    | 1    | 2          | 4          | 7          | 18          |
| 9  | Province de Luxembourg          | 19    | 1    | 0          | 2          | 4          | 12          |
| 10 | Province de Namur               | 20    | 0    | 0          | 4          | 4          | 12          |
|    | TOTAUX                          | 295   | 7    | 16         | 48         | 64         | 160         |

### Inversion du tirage au sort
Le règlement autorise deux clubs à inverser, de commun accord, l'ordre du tirage initial. Au fil des tours, cette pratique est fréquente. Il est bon de savoir qu'en Coupe de Belgique, les recettes aux guichets sont partagées équitablement entre les deux clubs. Un club d'une série inférieure trouve souvent son compte en acceptant de se déplacer chez un adversaire jouant plus haut dans la hiérarchie. La Fédération peut aussi rendre obligatoire cette inversion (ou exiger la tenue du match dans un autre stade) si les conditions de sécurité ne sont pas remplies par l'enceinte devant initialement accueillir la partie.

### Prolongation (Prol) - Tirs au But (T a B)
Lors des trois premiers tours, il n'est pas joué de prolongation. En cas d'égalité à la fin du temps réglementaire, il est procédé immédiatement à une séance de tirs au but pour désigner le club qualifié. Cette disposition réglementaire est induite par le fait que ces tours initiaux se jouent en reprise de saison et que les clubs ne disposent ni de la totalité de leur noyau (vacances), ni de la préparation suffisante pour tenir efficacement durant 120 minutes.

### Légende pour les clubs provinciaux
Depuis la saison 2017-2018, la Belgique du football compte aussi 10 provinces. Le Brabant jusque-là resté unitaire a choisi, sous la poussée de dirigeants néerlandophones, de se scinder selon les deux ailes linguistiques (VFV et ACFF). À noter, qu'assez logiquement quand on sait sa répartition démographique, la quasi-totalité des clubs de la Région de Bruxelles-Capitale a opté pour l'aile francophone (ACFF).
- (Anv-) = Province d'Anvers
- (VBt-) = Province du Brabant flamand (y inclus Bruxelles VFV)
- (BtW-) = Province du Brabant wallon (y inclus Bruxelles ACFF)
- (OVl-) = Province de Flandre orientale
- (WVl-) = Province de Flandre occidentale
- (Hai-) = Province de Hainaut
- (Lim-) = Province du Limbourg
- (Liè-) = Province de Liège
- (Lux-) = Province de Luxembourg
- (Nam-) = Province de Namur

Le chiffre renseigne la division provinciale concernée (1, 2, 3 ou 4).
Pour les résultats de l'épreuve à partir des seizièmes de finale, voir Coupe de Belgique de football 2019-2020.

### Légende pour les clubs nationaux/régionaux
- (D3-Am) = Division 3 Amateur
- (D2-Am) = Division 2 Amateur
- (D1-Am) = Division 1 Amateur
- (II) = Proximus League (officiellement la « D1B » et restant plus familièrement la « D2 »)

### Signalétique «montée» et «descente»
Les changements de division depuis la fin de la saison précédente sont indiqués:  = montée en...,  = descente en....
La division renseignée est celle de la saison 2019-2020.

## Premier tour
Le premier tour concerne 224 clubs. C'est le seul tour durant lequel les équipes sont réparties géographiquement afin d’éviter de trop longs déplacements. L'ancien principe de "groupes" a cependant disparu. Il concerne 160 clubs provinciaux et 64 clubs de Division 3 Amateur. Ce premier tour est joué le 28 juillet 2019, mais certaines rencontres sont avancées au samedi 27.
- 112 rencontres
  - 12 formations de Division 3 Amateur sont éliminées d'entrée.

### Répartition par divisions provinciales
| Provinces                       | Total | P1 | P2 | P3 | P4 |
| ------------------------------- | ----- | -- | -- | -- | -- |
| Province d'Anvers               | 19    | 9  | 4  | 5  | 1  |
| Province du Brabant flamand     | 16    | 6  | 5  | 5  | -  |
| Province du Brabant wallon      | 6     | 4  | 1  | 1  | -  |
| Bruxelles ACFF                  | 7     | 6  | 0  | 1  | -  |
| Province de Flandre-Occidentale | 17    | 12 | 3  | 2  | -  |
| Province de Flandre-Orientale   | 21    | 11 | 8  | 1  | 1  |
| Province de Hainaut             | 16    | 7  | 8  | 1  | -  |
| Province de Liège               | 16    | 4  | 9  | 2  | 1  |
| Province de Limbourg            | 18    | 6  | 6  | 6  | -  |
| Province de Luxembourg          | 12    | 8  | 3  | 1  | -  |
| Province de Namur               | 12    | 9  | 1  | 2  | -  |
| TOTAUX                          | 160   | 82 | 48 | 27 | 3  |

### Légende
|  | Clubs qualifiés pour le 2e tour |

### Résultats Groupe 1
| Tour | N°  | Équipe 1                              | Équipe 2                           | Score 90 min | T au B |
| ---- | --- | ------------------------------------- | ---------------------------------- | ------------ | ------ |
| T1   | 001 | R. Ent. Sp. Chaumont (Lux-1)          | R. All. Oppagne-Wéris A (D3-Am)    | 0-0          | 2-4    |
| T1   | 002 | FC Ster Francorchamps (Liè-1)         | R. Athl. Cl. Florenvillois (Lux-1) | 2-1          |        |
| T1   | 003 | R. CS Libramontois (Lux-1)            | R. RC Mormont «A» (D3-Am)          | 1-0          |        |
| T1   | 004 | R. Jeunesse Rochefortoise ( D3-Am)    | R. FC Vyle-Tharoul (Liè-2)         | 4-3          |        |
| T1   | 005 | R. FC Malmundaria 1904 (Liè-1)        | R. US d'Ethe-Belmont (Lux-1)       | 2-2          | 2-4    |
| T1   | 006 | R. Wallonia Libin (Lux-2)             | R. UW Ciney ( D3-Am)               | 0-4          |        |
| T1   | 007 | FC Bercheux (Lux-2)                   | FC Rocherath (Liè-2)               | 3-6          |        |
| T1   | 008 | R. Ent. Sp. Templiers-Nandrin (Liè-2) | R. US Loyers (Nam-1)               | 1-1          | 3-0    |
| T1   | 009 | R. Ent. Sp. Vaux (Lux-1)              | UR St-Louis St-Léger (Lux-1)       | 2-3          |        |
| T1   | 010 | R. SC Nassogne (Lux-1)                | FC Banneux Sprimont (D3-Am)        | 0-3          |        |
| T1   | 011 | R. FC Butgenbach (Liè-3)              | R. SC Habay-la-Neuve (D3-Am)       | 1-4          |        |
| T1   | 012 | R. RC Mormont «B» (Lux-2)             | R. CS Andennais ( Nam-1)           | 1-3          |        |
| T1   | 013 | R. OC Meix-dvt-Virton (D3-Am)         | R. OC Rochois (Lux-1)              | 4-0          |        |
| T1   | 014 | R. Aywaille FC (D3-Am)                | R. SC Muno (Lux-3)                 | 17-0         |        |

### Résultats Groupe 2
| Tour | N°  | Équipe 1                      | Équipe 2                           | Score 90 min | T au B    |
| ---- | --- | ----------------------------- | ---------------------------------- | ------------ | --------- |
| T1   | 015 | FC United Richelle (D3-Am)    | R.FC de Goe (Liè-3)                | 6-1          |           |
| T1   | 016 | FC Horion (Liè-4)             | Un. Cl. Espagnols de Liège (Liè-1) | 2-7          |           |
| T1   | 017 | Étoile de Faimes (Liè-2)      | JS Éghezée (Nam-3)                 | 5-1          |           |
| T1   | 018 | K. FC Heur Tongeren (D3-Am)   | MCS Sport Liège ( Liè-2)           | 14-0         |           |
| T1   | 019 | R. FC Huy (D3-Am)             | R. FC Grand-Leez (Nam-1)           | 1-1          | 3-4       |
| T1   | 020 | K. FC Vliermaal (Lim-3)       | K. Daring Huvo Jeuk (Lim-2)        | 0-0          | 4-5       |
| T1   | 021 | Jeunesse Taviétoise (Nam-3)   | K. Bilzerse Waltwilder (D3-Am)     | 0-4          |           |
| T1   | 022 | R. AS Jodoigne (D3-Am)        | Étoile Elsautoise (Liè-2)          | 5-1          |           |
| T1   | 023 | R Oupeye FC (Liè-2)           | R. FC Warnant (D3-Am)              | 0-0          | 5-3       |
| T1   | 024 | K. VK Wellen (D3-Am)          | K. FC Eupen 1963 (Liè-2)           | 4-0          |           |
| T1   | 025 | R. FC Herstal (D3-Am)         | FC Herderen-Millen (Lim-2)         | 6-2          |           |
| T1   | 026 | R. Wallonia Walhain (D3-Am)   | FC Alken (Lim-1)                   | 0-5          | Forfait ! |
| T1   | 027 | R. FC Raeren-Eynatten (D3-Am) | R. Ent. Sp. Wanze/Bas-Oha (Liè-1)  | 2-1          |           |
| T1   | 028 | R. Jeunesse Aischoise (D3-Am) | R. FC Jehaytois (Liè-2)            | 4-1          |           |

- FORFAIT: La rencontre n°26 n'a pas été jouée. Les deux équipes se sont présentées avec des maillots de même couleur dominante (Rouge). L'équipe locale ne disposait pas d'un jeu de maillots d'une teinte différente ! Conformément au règlement de l'épreuve, si une équipe de provinciale est concernée, le changement de maillot est à charge des visités. Ce n'est qu'à partir du moment où les deux équipes concernées sont au minimum de "D3 Amateur" que les visiteurs doivent éventuellement adapter leur couleur de vareuse.

### Résultats Groupe 3
| Tour | N°  | Équipe 1                              | Équipe 2                        | Score 90 min | T au B |
| ---- | --- | ------------------------------------- | ------------------------------- | ------------ | ------ |
| T1   | 029 | K. FC Helson Helchteren (D3-Am)       | K. Kabouters Opglabbeek (Lim-3) | 5-1          |        |
| T1   | 030 | K. VC Houtvenne (D3-Am)               | K. Berg en Dal VV (Anv-1)       | 4-2          |        |
| T1   | 031 | FC De Kempen Tielen-Lichtaart (Anv-1) | K. VK Beringen (D3-Am)          | 1-1          | 4-2    |
| T1   | 032 | K. AC Betekom (D3-Am)                 | FC Geetbets (VBt-3)             | 8-1          |        |
| T1   | 033 | FC Torpedo Hasselt (Lim-1)            | Eendracht Termien (D3-Am)       | 0-2          |        |
| T1   | 034 | K. SV Schriek (Anv-2)                 | VC Kesselt (Lim-3)              | 1-1          | 2-4    |
| T1   | 035 | K. FC Turnhout A (D3-Am)              | K. Herk FC (Lim-1)              | 5-1          |        |
| T1   | 036 | K. VV Weerstand Koersel (Lim-1)       | K. VC Houtem-Oplinter (Lim-2)   | 6-2          |        |
| T1   | 037 | K. VV Heusden-Zolder (Lim-2)          | K. Sporting Wijchmaal (Lim-3)   | 6-1          |        |
| T1   | 038 | K. Bokrijk Sport (Lim-3)              | K. Eendracht Stevoort (Lim-3)   | 1-3          |        |
| T1   | 039 | K. Witgoor Sport Dessel (D3-Am)       | K. Stal Sport Koersel (Lim-2)   | 6-1          |        |
| T1   | 040 | K. Excelsior SK Loepoldsburg (Lim-1)  | K. FC Esperanza Pelt (D3-Am)    | 0-1          |        |
| T1   | 041 | K. FC Baal (VBt-2)                    | K. FC Diest (VBt-1)             | 0-8          |        |
| T1   | 042 | K. FC Lille (Anv-1)                   | K. Standard Elen (Lim-2)        | 3-0          |        |
| T1   | 043 | VK Linden (D3-Am)                     | K. FC Park Houthalen (Lim-1)    | 2-0          |        |

### Résultats Groupe 4
| Tour | N°  | Équipe 1                            | Équipe 2                           | Score 90 min | T au B |
| ---- | --- | ----------------------------------- | ---------------------------------- | ------------ | ------ |
| T1   | 044 | KV Tervuren-Duisburg (VBt-1)        | VC Bertem-Leefdaal (VBt-1)         | 1-1          | 6-5    |
| T1   | 045 | Pont-à-Celles Buzet (D3-Am)         | R. RC d'Etterbeek (BtW-1)          | 1-2          |        |
| T1   | 046 | RC Villers-la-Ville (BtW-1)         | R. Ent. Sp. de la Molignée (Nam-1) | 3-1          |        |
| T1   | 047 | CS Wépionnais (Nam-1)               | R. Wavre Sports FC (D3-Am)         | 0-2          |        |
| T1   | 048 | R. US Club Anderlues (Hai-2)        | R. Ixelles SC (BtW-1)              | 1-2          |        |
| T1   | 049 | R. Olympic FC Stockel (BtW-1)       | Entité Manageoise (D3-Am)          | 2-2          | 11-10  |
| T1   | 050 | R. La Hulpe SC (BtW-3)              | R. US Biesme (Nam-1)               | 1-4          |        |
| T1   | 051 | US d'Ophain (BtW-1)                 | FC Greunsjotters Vossem (VBt-2)    | 0-2          |        |
| T1   | 052 | R. Gosselies Sports (D3-Am)         | OC Nismes (Nam-1)                  | 4-2          |        |
| T1   | 053 | K. FC Rhodienne-De Hoek (VBt-1)     | R. SC de Neffe (Nam-1)             | 4-0          |        |
| T1   | 054 | ARS de l'Entité de Floreffe (Nam-2) | R. Léopold FC (D3-Am)              | 1-2          |        |
| T1   | 055 | R. FC Spy (D3-Am)                   | R. FC Rhisnois (Nam-1)             | 0-2          |        |
| T1   | 056 | R. FC Genappe (BtW-1)               | Tempo Overijse MT (D3-Am)          | 0-3          |        |
| T1   | 057 | Union Lasne Ohain (BtW-1)           | SC Montignies (Hai-1)              | 2-2          | 2-4    |

### Résultats Groupe 5
| Tour | N°  | Équipe 1                                      | Équipe 2                                      | Score 90 min | T au B |
| ---- | --- | --------------------------------------------- | --------------------------------------------- | ------------ | ------ |
| T1   | 058 | R. FC Tournai (D3-Am)                         | K. SV Maarkedal (OVl-3)                       | 6-1          |        |
| T1   | 059 | R. SC Naastois (Hai-2)                        | K. Hoger-Op Huizingen (VBt-2)                 | 0-1          |        |
| T1   | 060 | Péruwelz FC (Hai-1)                           | FC Vacresse (Hai-2)                           | 3-1          |        |
| T1   | 061 | R. FC Molenbaix (Hai-1)                       | R. US St-Ghislain-Tertre-Hautrage «B» (Hai-2) | 4-1          |        |
| T1   | 062 | R. CS Brainois (D3-Am)                        | Athletic Club Le Roeulx (Hai-1)               | 3-0          |        |
| T1   | 063 | R. FC Rapid Symphorinois (D3-Am)              | AEDEC Hyon-Quaregnon (Hai-3)                  | 5-1          |        |
| T1   | 064 | R. US St-Ghislain-Tertre-Hautrage «A» (D3-Am) | Club Olympic Trivières (Hai-2)                | 7-0          |        |
| T1   | 065 | KV Zuun (VBt-3)                               | R. Léopold Club Hornu (Hai-1)                 | 0-2          |        |
| T1   | 066 | R. Sporting Bosquetia Frameries (Hai-2)       | R. Stade Brainois (D3-Am)                     | 0-7          |        |
| T1   | 067 | R. Albert Quévy-Mons (D3-Am)                  | Étoile Sportive Brainoise (BtW-2)             | 7-1          |        |
| T1   | 068 | K. FC MZ Tollembeek (VBt-3)                   | US Neufvilloise (Hai-2)                       | 2-0          |        |
| T1   | 069 | R. US Beloeil (Hai-1)                         | CS Pays Vert Ostiches-Ath (D3-Am)             | 2-0          |        |
| T1   | 070 | R. Standard Cl. Pâturageois (Hai-1)           | K. OLSA Brakel (D3-Am)                        | 0-3          |        |
| T1   | 071 | K. VV Vlaamse Ardennen (OVl-1)                | Union SC Jemappes (Hai-2)                     | 5-1          |        |

### Résultats Groupe 6
| Tour | N°  | Équipe 1                      | Équipe 2                                       | Score 90 min | T au B |
| ---- | --- | ----------------------------- | ---------------------------------------------- | ------------ | ------ |
| T1   | 072 | K. VC SV Oostkamp (WVl-1)     | K. FC Lendelede Sport (WVl-3)                  | 8-1          |        |
| T1   | 073 | VK Adegem (OVl-1)             | K. SC Excelsior Mariakerke (OVl-1)             | 1-5          |        |
| T1   | 074 | K. SC Wielsbeke (WVl-1)       | K. White Star Club Lauwe (WVl-1)               | 0-2          |        |
| T1   | 075 | Torhout 1992 KM (D3-Am)       | FC Kleit Maldegem (OVl-2)                      | 3-1          |        |
| T1   | 076 | K. Sassport Boezingen (WVl-1) | SK Nieuwkerke (WVl-2)                          | 2-0          |        |
| T1   | 077 | K. SK Oostnieuwkerke (D3-Am)  | K. FC Poperinge (WVl-1)                        | 3-1          |        |
| T1   | 078 | KV Eendracht Aalter (OVl-1)   | K. Racing Club Lauwe (WVl-1)                   | 3-1          |        |
| T1   | 079 | FC St-Joris Sleidinge (OVl-2) | K. Voetbalvereniging Eendracht Drongen (OVl-2) | 1-2          |        |
| T1   | 080 | K. VC Wingene (D3-Am)         | K. Eendracht Wervik (WVl-1)                    | 2-1          |        |
| T1   | 081 | K. VV Oostduinkerke (WVl-1)   | K. SC Blankenberge (WVl-1)                     | 0-0          | 1-4    |
| T1   | 082 | K. SK Vlamertinge (WVl-1)     | R. Dottignies Sport (WVl-3)                    | 1-2          |        |
| T1   | 083 | K. VK Dadizele (WVl-1)        | R. Jespo Comines-Warneton (WVl-2)              | 6-1          |        |
| T1   | 084 | Jong Zulte (OVl-1)            | FC Lembeke (OVl-2)                             | 2-1          |        |
| T1   | 085 | K. Racing Waregem (WVl-1)     | Sterk Vlug Dapper Kortemark (WVl-2)            | 2-1          |        |

### Résultats Groupe 7
| Tour | N°  | Équipe 1                               | Équipe 2                                  | Score 90 min | T au B |
| ---- | --- | -------------------------------------- | ----------------------------------------- | ------------ | ------ |
| T1   | 086 | K. RC Bambrugge (OVl-1)                | K. VC Groot Dilbeek (VBt-2)               | 2-0          |        |
| T1   | 087 | K. Hoger-Op Wolvertem Merchtem (D3-Am) | THOR Kokerij Meldert (OVl-2)              | 4-1          |        |
| T1   | 088 | K. FC Hoger-Op Kalken (OVl-1)          | K. VC Jong Lede (D3-Am)                   | 0-2          |        |
| T1   | 089 | FC Mariekerke (Anv-2)                  | K. Schelle Sport (Anv-3)                  | 6-1          |        |
| T1   | 090 | K.SV Bornem (D3-Am)                    | K. FC Volharding Wintam Eikevliet (OVl-4) | 5-1          |        |
| T1   | 091 | SV Kobbegem (VBt-3)                    | Eendracht Elene-Grotenberge (OVl-1)       | 0-7          |        |
| T1   | 092 | K. VC Svelta Melsele (D3-Am)           | K. FC Vrasene (OVl-2)                     | 3-1          |        |
| T1   | 093 | K. FC Eendracht Zele (OVl-1)           | K. VK Ninove (D3-Am)                      | 0-2          |        |
| T1   | 094 | SV Zaffelare (OVl-2)                   | K. FC Lebbeke (D3-Am)                     | 1-4          |        |
| T1   | 095 | Avanti Stekene (D3-Am)                 | Racing VC Hoboken (Anv-1)                 | 4-1          |        |
| T1   | 096 | K. VV Zelzate (D3-Am)                  | K. FC Edeboys (OVl-2)                     | 5-0          |        |
| T1   | 097 | SK Lochristi (D3-Am)                   | K. AV Dendermonde (OVl-1)                 | 2-1          |        |
| T1   | 098 | FC Voorde Appeltere (OVl-1)            | R. FC Wetteren (D3-Am)                    | 1-4          |        |

### Résultats Groupe 8
| Tour | N°  | Équipe 1                            | Équipe 2                        | Score 90 min | T au B |
| ---- | --- | ----------------------------------- | ------------------------------- | ------------ | ------ |
| T1   | 099 | KV Woluwe-Zaventem (VBt-1)          | K. FC St-Lenaarts (D3-Am)       | 1-6          |        |
| T1   | 100 | K. Zandhovense SK (Anv-2)           | K. RC Mechelen (Anv-1)          | 1-4          |        |
| T1   | 101 | K. FC Nijlen (Anv-1)                | FC Kosova Schaerbeek (D3-Am)    | 2-1          |        |
| T1   | 102 | K. St-Job FC (Anv-2)                | Crossing Schaerbeek (BtW-1)     | 2-1          |        |
| T1   | 103 | Minderhout VV (Anv-3)               | K. Kontich FC (Anv-1)           | 1-2          |        |
| T1   | 104 | K. Sporting Kampenhout (VBt-1)      | FC Ganshoren (D3-Am)            | 0-0          | 2-1    |
| T1   | 105 | FC Anderlecht-Milan (BtW-3)         | VK Berg-Op (VBt-3)              | 0-5          |        |
| T1   | 106 | K. FC Excelsior Bouwel (Anv-3)      | Stade Everois RC (BtW-1)        | 2-2          | 1-2    |
| T1   | 107 | Loenhout SK (Anv-2)                 | FC St-Josse (BtW-1)             | 1-1          | 5-4    |
| T1   | 108 | K. Ternesse VV Wommelgem (Anv-1)    | K. FC Eppegem (D3-Am)           | 2-2          | 5-4    |
| T1   | 109 | K. FC Zwarte Leeuw (D3-Am)          | Putte SK (Anv-4)                | 7-0          |        |
| T1   | 110 | K. Lyra-Lierse Berlaar (D3-Am)      | Zandvliet Sport (Anv-3)         | 4-0          |        |
| T1   | 111 | K. Vermaak Na Arbeid Wortel (Anv-3) | R. SCUP Dieleghem Jette (D3-Am) | 1-1          | 4-2    |
| T1   | 112 | Hoger-Op Veltem (VBt-2)             | K. SC City Pirates (D3-Am)      | 0-3          |        |

## Deuxième tour
Le deuxième tour concerne 160 clubs, dont 48 de Division 2 Amateur qui entrent dans la compétition, et 112 qualifiés du premier tour soit des clubs provinciaux et de Division 3 Amateur. Ce tour, qui ne tient plus compte des localisations géographiques, est joué le 4 août 2019, mais certaines rencontres sont avancées au samedi 3.
- 80 rencontres

### Répartition par divisions
| Provinces                       | Total | D2-Am | D3-Am | P1 | P2 | P3 |
| ------------------------------- | ----- | ----- | ----- | -- | -- | -- |
| Province d'Anvers               | 24    | 6     | 8     | 6  | 3  | 1  |
| Province du Brabant flamand     | 17    | 5     | 4     | 4  | 2  | 2  |
| Province du Brabant wallon      | 5     | 1     | 3     | 1  | 0  | 0  |
| Bruxelles ACFF                  | 5     | 0     | 1     | 4  | 0  | 0  |
| Province de Flandre-Occidentale | 17    | 7     | 3     | 6  | 0  | 1  |
| Province de Flandre-Orientale   | 26    | 10    | 9     | 6  | 1  | 0  |
| Province de Hainaut             | 14    | 3     | 6     | 5  | 0  | 0  |
| Province de Liège               | 17    | 6     | 5     | 2  | 4  | 0  |
| Province de Limbourg            | 16    | 4     | 6     | 2  | 2  | 2  |
| Province de Luxembourg          | 8     | 2     | 3     | 3  | 0  | 0  |
| Province de Namur               | 11    | 4     | 4     | 3  | 0  | 0  |
| TOTAUX                          | 160   | 48    | 52    | 42 | 12 | 6  |

### Légende
|  | Clubs qualifiés pour le 3e tour |

### Résultats
| Tour | N°  | Équipe 1                                       | Équipe 2                               | Score 90 min | T au B |
| ---- | --- | ---------------------------------------------- | -------------------------------------- | ------------ | ------ |
| T2   | 113 | R. FC Tournai (D3-Am)                          | K. VK Tienen (D2-Am)                   | 0-4          |        |
| T2   | 114 | Solières Sport (D2-Am)                         | VC Kesselt (Lim-3)                     | 6-1          |        |
| T2   | 115 | FC Banneux Sprimont (D3-Am                     | K. VC SV Oostkamp (WVl-1m)             | 1-1          | 2-3    |
| T2   | 116 | K. SC Blankenberge (WVl-1)                     | R. CS Libramontois (Lux-1)             | 3-3          | 5-3    |
| T2   | 117 | K. RC Harelbeke (D2-Am)                        | Un. Cl. Espagnols de Liège (Liè-1)     | 0-0          | 4-5    |
| T2   | 118 | K. VV Weerstand Koersel (Lim-1)                | R. Wavre Sports FC (D3-Am)             | 4-0          |        |
| T2   | 119 | K. Kontich FC (Anv-1)                          | K. Olympia SC Wijgmaal (D2-Am)         | 2-3          |        |
| T2   | 120 | K. SV Temse (D2-Am)                            | R. RC d'Etterbeek (BtW-1)              | 2-0          |        |
| T2   | 121 | SC Montignies (Hai-1)                          | K. FC Heur Tongeren (D3-Am)            | 2-1          |        |
| T2   | 122 | R. US Beloeil (Hai-1)                          | K. RC Gent (D2-Am)                     | 2-1          |        |
| T2   | 123 | K. FC Lebbeke (D3-Am)                          | K. FC MZ Tollembeek (VBt-3)            | 12-0         |        |
| T2   | 124 | K. SK Ooostnieuwkerke (D3-Am)                  | Étoile de Faimes (Liè-2)               | 2-1          |        |
| T2   | 125 | R. UW Ciney ( D3-Am)                           | K. Bilzerse Waltwilder (D3-Am)         | 0-1          |        |
| T2   | 126 | RAAL La Louvière (D2-Am)                       | Tempo Overijse MT (D3-Am)              | 2-2          | 2-4    |
| T2   | 127 | Péruwelz FC FC (Hai-1)                         | FC De Kempen Tielen-Lichtaart (Anv-1)  | 1-3          |        |
| T2   | 128 | R. RC Stockay-Warfusée (D2-Am)                 | K. VK Ninove (D3-Am)                   | 2-2          | 5-4    |
| T2   | 129 | Torhout 1992 KM (D3-Am)                        | K. FC Mandel United (D2-Am)            | 1-1          | 2-4    |
| T2   | 130 | R. Léopold Club Hornu (Hai-1)                  | R. Aywaille FC (D3-Am)                 | 0-1          |        |
| T2   | 131 | K. Daring Huvo Jeuk (Lim-2)                    | FC St-Josse (BtW-1)                    | 2-3          |        |
| T2   | 132 | K. Bocholter VV (D2-Am)                        | RC Villers-la-Ville (BtW-1)            | 10-0         |        |
| T2   | 133 | K. VK Westhoek (D2-Am)                         | K. Lyra Lierse Berlaar (D3-Am)         | 0-0          | 3-4    |
| T2   | 134 | Spouwen-Mopertingen (D2-Am)                    | KV Eendracht Aalter (OVl-1)            | 3-3          | 4-5    |
| T2   | 135 | K. SK Ronse (D2-Am)                            | R. US Biesme (Nam-1)                   | 5-1          |        |
| T2   | 136 | K. Londerzeel SK (D2-Am)                       | K. VV Heusden-Zolder (Lim-2)           | 6-1          |        |
| T2   | 137 | K. Witgoor Sport Dessel (D3-Am)                | K. VK Wellen (D3-Am)                   | 2-3          |        |
| T2   | 138 | K. SV Bornem (D3-Am)                           | K. VC Wingene (D3-Am)                  | 1-2          |        |
| T2   | 139 | R. US St-Ghislain-Tertre-Hautrage «A» (D3-Am)  | FC Gullegem (D2-Am)                    | 1-2          |        |
| T2   | 140 | SC Dikkelvenne (D2-Am)                         | K. SC Excelsior Mariakerke (OVl-1)     | 5-2          |        |
| T2   | 141 | KV Tervuren-Duisburg (VBt-1)                   | R. FC Meux (D2-Am)                     | 1-3          |        |
| T2   | 142 | R. CS Brainois (D3-Am)                         | FC Rocherath (Liè-2)                   | 2-0          |        |
| T2   | 143 | R. FC Grand-Leez (Nam-1)                       | Torhout 1992 KM (D3-Am)                | 1-1          | 4-5    |
| T2   | 144 | K. FC Duffel (D2-Am)                           | FC United Richelle (D3-Am)             | 3-0          |        |
| T2   | 145 | K. FC Helson Helchteren (D3-Am)                | K. VV Vlaamse Ardennen (OVl-1)         | 2-2          | 3-2    |
| T2   | 146 | R. SC Habay-la-Neuve (D3-Am)                   | R. US d'Ethe-Belmont (Lux-1)           | 2-0          |        |
| T2   | 147 | Stade Everois RC (BtW-1)                       | R. OC Meix-dvt-Virton (D3-Am)          | 2-0          |        |
| T2   | 148 | SK St-Niklaas (D2-Am)                          | FC Alken (Lim-1)                       | 0-0          | 4-5    |
| T2   | 149 | K. Berchem Sport (D2-Am)                       | K. VK Dadizele (WVl-1)                 | 3-0          |        |
| T2   | 150 | R. Jeunesse Rochefortoise ( D3-Am)             | R. US Rebecquoise (D2-Am)              | 0-4          |        |
| T2   | 151 | K. FC Zwarte Leeuw (D3-Am)                     | R. CS Onhaye (D2-Am)                   | 1-1          | 1-4    |
| T2   | 152 | R. CS Verlaine (D2-Am)                         | K. Hoger-Op Huizingen (VBt-2)          | 3-1          |        |
| T2   | 153 | R. FC Raeren-Eynatten (D3-Am)                  | R. Jeunesse Aischoise (D3-Am)          | 4-1          |        |
| T2   | 154 | R. US Givry (D2-Am)                            | R. Olympic FC Stockel (BtW-1)          | 6-2          |        |
| T2   | 155 | UR Namur-Fosses-la-Ville (D2-Am)               | FC Ster Francorchamps (Liè-1)          | 2-1          |        |
| T2   | 156 | Jong Zulte (OVl-1)                             | R. RC Hamoir (D2-Am)                   | 3-0          |        |
| T2   | 157 | R. Ent. Sp. Couvin-Mariembourg Fraire (D2-Am)  | K. Sassport Boezinge (WVl-1)           | 1-0          |        |
| T2   | 158 | SK Lochristi (D3-Am)                           | R. Cappellen FC (D2-Am)                | 2-2          | 4-5    |
| T2   | 159 | K. Sporting Hasselt (D2-Am)                    | R. FC Wetteren (D3-Am)                 | 1-3          |        |
| T2   | 160 | K. RC Bambrugge (OVl-1)                        | K. VC Houtvenne (D3-Am)                | 3-3          | 6-5    |
| T2   | 161 | RC Hadès Kiewit Hasselt (D2-Am)                | K. OLSA Brakel (D3-Am)                 | 0-4          |        |
| T2   | 162 | Eendracht Elene-Grotenberge (OVl-1)            | K. FC Nijlen (Anv-1)                   | 1-3          |        |
| T2   | 163 | K. VV Zelzate (D3-Am)                          | K. FC Turnhout (D3-Am)                 | 2-1          |        |
| T2   | 164 | K. SV Oudenaarde (D2-Am)                       | K. Vermaak Na Arbeid Wortel (Anv-3)    | 9-1          |        |
| T2   | 165 | R. Entente Acren Lessines (D2-Am)              | Avanti Stekene (D3-Am)                 | 2-3          |        |
| T2   | 166 | K. FC Diest (VBt-1)                            | FC Mariekerke (Anv-2)                  | 0-3          |        |
| T2   | 167 | AS Verbroedering Geel (D2-Am)                  | R. Léopold FC (D3-Am)                  | 3-1          |        |
| T2   | 168 | K. VV Vosselaar (D2-Am)                        | VK Linden (D3-Am)                      | 6-1          |        |
| T2   | 169 | K. White Star Club Lauwe (WVl-1)               | K. Hober-Op Wolvertem Merchtem (D3-Am) | 1-1          | 5-3    |
| T2   | 170 | FC Greunsjotters Vossem (VBt-2)                | R. Ixelles SC (BtW-1)                  | 0-0          | 7-6    |
| T2   | 171 | SK Pepingen-Halle (D2-Am)                      | VK Berg-Op (VBt-3)                     | 11-0         |        |
| T2   | 172 | K. FC Lille (Anv-1)                            | K. FC Vigor Wuitens Hamme (D2-Am)      | 1-2          |        |
| T2   | 173 | R. Dottignies Sport (WVl-3)                    | K. Racing Waregem (WVl-1)              | 1-1          | 3-5    |
| T2   | 174 | K. Eendracht Stevoort (Lim-3)                  | R Oupeye FC (Liè-2)                    | 0-4          |        |
| T2   | 175 | Hoogstraten VV (D2-Am)                         | R. FC Molenbaix (Hai-1)                | 4-0          |        |
| T2   | 176 | R. Gosselies Sports (D3-Am)                    | R. Ent. Sp. Templiers-Nandrin (Liè-2)  | 2-3          |        |
| T2   | 177 | K. FC Rhodienne-De Hoek (VBt-1)                | K. VK Wellen (D3-Am)                   | 1-1          | 5-3    |
| T2   | 178 | K. SC Eendracht Aalst (D2-Am)                  | K. SC City Pirates (D3-Am)             | 3-2          |        |
| T2   | 179 | K. SC Toekomst Menen (D2-Am)                   | R. CS Andennais ( Nam-1)               | 5-0          |        |
| T2   | 180 | K. Voetbalvereniging Eendracht Drongen (OVl-2) | R. Entente Durbuy (D2-Am)              | 1-2          |        |
| T2   | 181 | R. Francs Borains (D2-Am)                      | K. AC Betekom (D3-Am)                  | 1-0          |        |
| T2   | 182 | UR St-Louis St-Léger (Lux-1)                   | R. FC Herstal (D3-Am)                  | 0-3          |        |
| T2   | 183 | R. All. Oppagne-Wéris A (D3-Am)                | K. FC Sparta Petegem (D2-Am)           | 0-0          | 5-4    |
| T2   | 184 | K. FC Merelbeke (D2-Am)                        | R. Albert Quévy-Mons (D3-Am)           | 1-5          |        |
| T2   | 185 | Eendracht Termien (D3-Am)                      | K. FC Esperanza Pelt (D3-Am)           | 4-1          |        |
| T2   | 186 | K. VC Jong Lede (D3-Am)                        | K. VC Svelta Melsele (D3-Am)           | 0-2          |        |
| T2   | 187 | K. SK Voorwaarts Zwevezele (D2-Am)             | K. Sporting Kampenhout (VBt-1)         | 2-3          |        |
| T2   | 188 | K. Diegem Sport (D2-Am)                        | R. Stade Brainois (D3-Am)              | 3-4          |        |
| T2   | 189 | R. AS Jodoigne (D3-Am)                         | R. FC Tilleur (D2-Am)                  | 1-7          |        |
| T2   | 190 | K. Ternesse VV Wommelgem (Anv-1)               | R. Stade Waremmien FC (D2-Am)          | 0-3          |        |
| T2   | 191 | R. Knokke FC (D2-Am)                           | K. RC Mechelen (Anv-1)                 | 1-0          |        |
| T2   | 192 | K. St-Job FC (Anv-2)                           | R. FC Rhisnois (Nam-1)                 | 3-0          |        |

## Troisième tour
Le troisième tour concerne 96 clubs.  Il implique les 16 clubs de Division 1 Amateur qui entrent dans la compétition et les 80 rescapés des deux premiers tours, soit 33 clubs de Division 2 Amateur, 24 clubs de Division 3 Amateur et 23 clubs provinciaux, dont 5 de "P2" soit le 7e niveau hiérarchique. Ce 3e tour est disputé le 11 août 2019, mais certaines rencontres sont avancées au samedi 10.

### Formule adaptée
En raison de l'exclusion du YR KV Mechelen tenant du titre (voir ci-avant), la Commission d'organisation de la Coupe de Belgique propose qu'il y ait un exempté lors des 16e de finale, moment où le "Malinwa" devait faire son entrée. Mais ce trou dans le calendrier n'est pas du tout du goût de la Pro League qui gère l'aspect commercial de l'épreuve. A l'URBSFA on décide de désigner un club de Division 1B pour remplacer le club Malinois et d'adapter le déroulement des tours préliminaires.
Par tirage au sort, c'est l'Union St-Gilloise qui hérite de la place dans le chapeau des clubs de l'élite. Comme il n'y a plus que 7 formations de D1B qui débutent au Tour 5, il faut 25 qualifiés lors du tour 4 et pas 24 comme à l'accoutumée. 
Quatre clubs devant participer au Tour 3 sont tirés au sort et qualifiés directement pour le "4e", où ils seront rejoints par les 46 qualifiés en autant de matchs lors du 3e tour. Les quatre "chanceux" qui épargnent un tour sont le K. FC Duffel, la R. SC Habay-la-Neuve, le R. FC Meux et le K. FC De Kempen Tielen-Lichtaart.

### Répartition par divisions
| Provinces                       | Total | D1-Am | D2-Am | D3-Am | P1 | P2 |
| ------------------------------- | ----- | ----- | ----- | ----- | -- | -- |
| Province d'Anvers               | 15    | 4     | 6     | 1     | 2  | 2  |
| Province du Brabant flamand     | 8     | 0     | 4     | 1     | 2  | 1  |
| Province du Brabant wallon      | 5     | 1     | 1     | 1     | 2  | 0  |
| Bruxelles ACFF                  | 1     | 1     | 0     | 0     | 0  | 0  |
| Province de Flandre-Occidentale | 12    | 1     | 4     | 3     | 4  | 0  |
| Province de Flandre-Orientale   | 17    | 2     | 5     | 7     | 3  | 0  |
| Province de Hainaut             | 7     | 2     | 1     | 2     | 2  | 0  |
| Province de Liège               | 14    | 3     | 5     | 3     | 1  | 2  |
| Province de Limbourg            | 9     | 2     | 1     | 4     | 2  | 0  |
| Province de Luxembourg          | 4     | 0     | 2     | 2     | 0  | 0  |
| Province de Namur               | 4     | 0     | 4     | 0     | 0  | 0  |
| TOTAUX                          | 96    | 16    | 33    | 24    | 18 | 5  |

### Légende
|  | Clubs qualifiés pour le 4e tour |

### Résultats
- 46 rencontres et 4 clubs exemptés.
  - Les rencontres portant les numéros 196, 197, 201, 202, 209, 212, 213, 217, 227, 233 et 224 ont été jouées le samedi 10 août.
  - Cinq de seize Clubs de Division 1 Amateur sont sortis d'entrée, dont trois des quatre promus.
  - Neuf clubs provinciaux, dont trois "P2" (7e niveau) se qualifient.

| Tour | N°  | Équipe 1                                      | Équipe 2                                    | Score 90 min | T au B |
| ---- | --- | --------------------------------------------- | ------------------------------------------- | ------------ | ------ |
| T3   | 193 | K. St-Job FC (Anv-2)                          | AS Verbroedering Geel (D2-Am)               | 2-2          | 4-3    |
| T3   | 194 | Tempo Overijse MT (D3-Am)                     | K. SV Oudenaarde (D2-Am)                    | 2-2          | 2-4    |
| T3   | 195 | K. SC Blankenberge (WVl-1)                    | R. Ent. Sp. Templiers-Nandrin (Liè-2)       | 2-0          |        |
| T3   | 196 | Hoogstraten VV (D2-Am)                        | R. Stade Brainois (D3-Am)                   | 0-0          | 3-5    |
| T3   | 197 | R. US Rebecquoise (D2-Am)                     | K. FC Lebbeke (D3-Am)                       | 0-0          | 5-4    |
| T3   | 198 | FC Verbroedering Dender EH (D1-Am)            | K. White Star Club Lauwe (WVl-1)            | 2-0          |        |
| T3   | 199 | Avanti Stekene (D3-Am)                        | Torhout 1992 KM (D3-Am)                     | 1-2          |        |
| T3   | 200 | K. Bilzerse Waltwilder (D3-Am)                | KV Eendracht Aalter (OVl-1)                 | 1-1          | 4-3    |
| T3   | 201 | K. FC Nijlen (Anv-1)                          | R. RC Stockay-Warfusée (D2-Am)              | 1-0          |        |
| T3   | 202 | R. Cappellen FC (D2-Am)                       | K. VV THES Sport Tessenderlo (D1-Am)        | 1-1          | 4-3    |
| T3   | 203 | SC Dikkelvenne (D2-Am)                        | K. Sporting Kampenhout (VBt-1)              | 5-0          |        |
| T3   | 204 | Un. Cl. Espagnols de Liège (Liè-1)            | KM SK Deinze (D1-Am)                        | 0-3          |        |
| T3   | 205 | K.SK Ronse (D2-Am)                            | R. Stade Waremmien FC (D2-Am)               | 0-0          | 4-3    |
| T3   | 206 | R. Francs Borains (D2-Am)                     | K.VV Weerstand Koersel (Lim-1)              | 4-1          |        |
| T3   | 207 | K. SV Temse (D2-Am)                           | Jong Zulte (OVl-1)                          | 2-1          | 3-1    |
| T3   | 208 | K. FC Rhodienne-De Hoek (VBt-1)               | R. FC Rapid Symphorinois (D3-Am)            | 2-2          |        |
| T3   | 209 | R. Aywaille FC (D3-Am)                        | R. Olympic Cl. Charleroi Farciennes (D1-Am) | 0-2          |        |
| T3   | 210 | R. SC Habay-la-Neuve (D3-Am)                  |                                             | Bye          |        |
| T3   | 211 | K. Bocholter VV (D2-Am)                       | K. FC Mandel United (D2-Am)                 | 1-2          |        |
| T3   | 212 | R. Ent. Sp. Couvin-Mariembourg Fraire (D2-Am) | K. Londerzeel SK (D2-Am)                    | '2-3         |        |
| T3   | 213 | K. Rupel Boom FC (D1-Am)                      | K. Racing Waregem (WVl-1)                   | 4-0          |        |
| T3   | 214 | K. VK Tienen (D2-Am)                          | K. VC St-Eloois-Winkel Sport (D1-Am)        | 2-1          |        |
| T3   | 215 | UR Namur-Fosses-la-Ville (D2-Am)              | URSL Visé (D1-Am)                           | 2-1          |        |
| T3   | 216 | K. VC Svelta Melsele (D3-Am)                  | R. Knokke FC (D2-Am)                        | 0-2          |        |
| T3   | 217 | K. RC Bambrugge (OVl-1)                       | R. Albert Quévy-Mons (D3-Am)                | 2-1          |        |
| T3   | 218 | K. Olympia SC Wijgmaal (D2-Am)                | R Oupeye FC (Liè-2)                         | 7-1          |        |
| T3   | 219 | K. FC Vigor Wuitens Hamme (D2-Am)             | R. US Beloeil (Hai-1)                       | 5-1          |        |
| T3   | 220 | FC Gullegem (D2-Am)                           | SC Montignies (Hai-1)                       | 3-1          |        |
| T3   | 221 | K. OLSA Brakel (D3-Am)                        | K. SK Heist (D1-Am)                         | 1-1          | 3-4    |
| T3   | 222 | R. All. Oppagne-Wéris A (D3-Am)               | R. FC Wetteren (D3-Am)                      | 0-0          | 4-5    |
| T3   | 223 | Stade Everois RC (BtW-1)                      | R. FC Tilleur (D2-Am)                       | 1-4          |        |
| T3   | 224 | K. FC De Kempen Tielen-Lichtaart (Anv-1)      |                                             | Bye          |        |
| T3   | 225 | K. VV Vosselaar (D2-Am)                       | K. Patro Eisden Maasmechelen (D1-Am)        | 1-0          |        |
| T3   | 226 | K. FC Duffel (D2-Am)                          |                                             | Bye          |        |
| T3   | 227 | AFC Tubize (D1-Am)                            | FC Greunsjotters Vossem (VBt-2)             | 2-0          |        |
| T3   | 228 | K. SC Toekomst Menen (D2-Am)                  | R. Entente Durbuy (D2-Am)                   | 1-2          |        |
| T3   | 229 | R. FC de Liège (D1-Am)                        | K. SK Ooostnieuwkerke (D3-Am)               | 3-0          |        |
| T3   | 230 | R. CS Onhaye (D2-Am)                          | R. CS Brainois (D3-Am)                      | 0-0          | 4-3    |
| T3   | 231 | K. SC Eendracht Aalst (D2-Am)                 | K. Lierse Kempenzonen (D1-Am)               | 2-0          |        |
| T3   | 232 | K. VV Zelzate (D3-Am)                         | UR La Louvière Centre (D1-Am)               | 1-2          |        |
| T3   | 233 | R.W.D. Molenbeek (D1-Am)                      | FC Alken (Lim-1)                            | 6-0          |        |
| T3   | 234 | K. Lyra Lierse Berlaar (D3-Am)                | K. FC Helson Helchteren (D3-Am)             | 1-0          |        |
| T3   | 235 | SK Pepingen-Halle (D2-Am)                     | R. CS Verlaine (D2-Am)                      | 0-2          |        |
| T3   | 236 | K. VC SV Oostkamp (WVl-1)                     | K. Berchem Sport (D2-Am)                    | 3-1          |        |
| T3   | 237 | R. FC Meux (D2-Am)                            |                                             | Bye          |        |
| T3   | 238 | K. FC Dessel Sport (D1-Am)                    | R. FC Raeren-Eynatten (D3-Am)               | 3-3          | 5-4    |
| T3   | 239 | K. VC Wingene (D3-Am)                         | Loenhout SK (Anv-2)                         | 0-0          | 3-4    |
| T3   | 240 | Solières Sport (D2-Am)                        | R. FC Seraing (D1-Am)                       | 0-2          |        |
| T3   | 241 | R. US Givry (D2-Am)                           | Eendracht Termien (D3-Am)                   | 4-4          | 5-3    |
| T3   | 242 | FC Mariekerke (Anv-2)                         | R. FC Herstal (D3-Am)                       | 2-1          |        |

## Quatrième et cinquième tour
Pour les résultats de l'épreuve à partir des seizièmes de finale: voir Coupe de Belgique de football 2019-2020.
- Au 4e tour, nous avons un "tour intermédiaire" de 25 rencontres (50 clubs rescapés du 3e tour). Il s'agit de 11 clubs de D1 Amateur, 24 clubs de D2 Amateur, 6 D3 Amateur et 9 clubs de provinciaux. Aucune formation n'entre en lice à ce tour. Rencontres initialement prévues le 18 août 2018, avec avancement possible au samedi 17.
  - Trois équipes de P2, soit le 7e niveau hiérarchique franchissent ce tour.

### Répartition par divisions
| Provinces                       | Total | D1-Am | D2-Am | D3-Am | P 1 | P 2 |
| ------------------------------- | ----- | ----- | ----- | ----- | --- | --- |
| Province d'Anvers               | 12    | 3     | 3     | 1     | 2   | 3   |
| Province du Brabant flamand     | 4     | 0     | 3     | 0     | 1   | 0   |
| Province du Brabant wallon      | 2     | 1     | 1     | 0     | 0   | 0   |
| Bruxelles ACFF                  | 1     | 1     | 0     | 0     | 0   | 0   |
| Province de Flandre-Occidentale | 6     | 0     | 3     | 1     | 2   | 0   |
| Province de Flandre-Orientale   | 10    | 2     | 6     | 1     | 1   | 0   |
| Province de Hainaut             | 4     | 2     | 1     | 1     | 0   | 0   |
| Province de Liège               | 4     | 2     | 2     | 0     | 0   | 0   |
| Province de Limbourg            | 1     | 0     | 0     | 1     | 0   | 0   |
| Province de Luxembourg          | 3     | 0     | 2     | 1     | 0   | 0   |
| Province de Namur               | 3     | 0     | 3     | 0     | 0   | 0   |
| TOTAUX                          | 50    | 11    | 24    | 6     | 6   | 3   |

- Au 5e tour, 16 rencontres (32 clubs). Il s'agit des 25 qualifiés du 4e tour, soit 5 clubs de D1 Amateur, 17 clubs de D2 Amateur, 2 D3 Amateur et de 1 club provincial, auxquels s'ajoutent 7 clubs de Proximus League, qui entrent dans la compétition. Rencontres initialement prévues le 25 août 2017 avec avancement possible au samedi 24.
  - Une surprise de taille avec l'élimination à domicile de l'Olympic Club de Charleroi Farciennes (D1 Amateur) des œuvres du K. RC Bambrugge qui milite trois division  plus bas ! Avec cet exploit, le club est-flandrien reste le dernier provinciale encore en compétition.
  - Deux formations de Division 3 Amateur (Torhout 1992 KM et R. FC Wetteren) font partie des 32 équipes restant en course.

| Provinces                       | Total | D1B | D1-Am | D2-Am | D3-Am | P 1 |
| ------------------------------- | ----- | --- | ----- | ----- | ----- | --- |
| Province d'Anvers               | 8     | 2   | 3     | 3     | 0     | 0   |
| Province du Brabant flamand     | 2     | 1   | 0     | 1     | 0     | 0   |
| Province du Brabant wallon      | 1     | -   | 0     | 1     | 0     | 0   |
| Bruxelles ACFF                  | 0     | -   | 0     | 0     | 0     | 0   |
| Province de Flandre-Occidentale | 5     | 1   | 0     | 3     | 1     | 0   |
| Province de Flandre-Orientale   | 8     | 1   | 0     | 5     | 1     | 1   |
| Province de Hainaut             | 2     | -   | 1     | 1     | 0     | 0   |
| Province de Liège               | 3     | -   | 1     | 2     | 0     | 0   |
| Province de Limbourg            | 1     | 1   | 0     | 0     | 0     | 0   |
| Province de Luxembourg          | 1     | 1   | 0     | 0     | 0     | 0   |
| Province de Namur               | 1     | -   | -     | 1     | 0     | 0   |
| TOTAUX                          | 32    | 7   | 5     | 17    | 2     | 1   |

### Légende
|  | Clubs qualifiés pour le 5e tour              |
|  | Clubs qualifiés pour les Seizièmes de finale |

### Résultats
| Tour | N°  | Équipe 1                                    | Équipe 2                                 | Score 90 min | Score 120 min | T au B |
| ---- | --- | ------------------------------------------- | ---------------------------------------- | ------------ | ------------- | ------ |
| T4   | 266 | R. FC Givry (D2-Am)                         | K. FC Duffel (D2-Am)                     | 1-5          |               |        |
| T4   | 252 | R. Knokke FC (D2-Am)                        | K. Bilzerse Waltwilder VV (D3-Am)        | 5-0          |               |        |
| T5   | 268 | K. FC Duffel (D2-Am)                        | R. Knokke FC (D2-Am)                     | 2-1          |               |        |
| T4   | 247 | FC Mariekerke (Anv-2)                       | K. SK Ronse (D2-Am)                      | 0-3          |               |        |
| T4   | 245 | K. Olympia SC Wijgmaal (D2-Am)              | K. FC Nijlen (Anv-1)                     | 2-0          |               |        |
| T5   | 269 | K. SK Ronse (D2-Am)                         | K. Olympia SC Wijgmaal (D2-Am)           | 4-2          |               |        |
| T4   | 250 | K. FC Mandel United (D2-Am)                 | R. SC Habay-la-Neuve (D3-Am)             | 5-0          |               |        |
| T4   | 263 | FC Gullegem (D2-Am)                         | K. VC SV Oostkamp (WVl-1)                | 3-1          |               |        |
| T5   | 270 | K. FC Mandel United (D2-Am)                 | FC Gullegem (D2-Am)                      | 0-0          | 1-0           |        |
| T4   | 258 | R. FC Wetteren (D3-Am)                      | R. Entente Durbuy (D2-Am)                | 0-0          | 1-1           | 4-2    |
| T5   | 271 | Oud-Heverlee Leuven (II)                    | R. FC Wetteren (D3-Am)                   | 6-0          |               |        |
| T4   | 264 | R. Francs Borains (D2-Am)                   | R. FC de Liège (D1-Am)                   | 2-1          |               |        |
| T4   | 254 | Torhout 1992 KM (D3-Am)                     | R. Stade Brainois (D3-Am)                | 2-1          |               |        |
| T5   | 272 | R. Francs Borains (D2-Am)                   | Torhout 1992 KM (D3-Am)                  | 6-1          |               |        |
| T4   | 256 | R. FC Meux (D2-Am)                          | R. Cappellen FC (D2-Am)                  | 0-2          |               |        |
| T4   | 253 | K. FC Vigor Wuitens Hamme (D2-Am)           | AFC Tubize (D1-Am)                       | 1-0          |               |        |
| T5   | 273 | R. Cappellen FC (D2-Am)                     | K. FC Vigor Wuitens Hamme (D2-Am)        | 1-0          |               |        |
| T4   | 267 | KM SK Deinze (D1-Am)                        | K. SK Heist (D1-Am)                      | 0-0          | 0-0           | 7-8    |
| T5   | 274 | K. SK Heist (D1-Am)                         | K. SC Lokeren O-Vl. (II)                 | 0-4          |               |        |
| T4   | 255 | K. FC Rhodienne-De Hoek (VBt-1)             | R. CS Onhaye (D2-Am)                     | 0-2          |               |        |
| T4   | 261 | K. Londerzeel SK (D2-Am)                    | K. SC Eendracht Aalst (D2-Am)            | 2-4          |               |        |
| T5   | 275 | R. CS Onhaye (D2-Am)                        | K. SC Eendracht Aalst (D2-Am)            | 0-1          |               |        |
| T4   | 249 | UR La Louvière Centre (D1-Am)               | K. FC De Kempen Tielen-Lichtaart (Anv-1) | 7-2          |               |        |
| T5   | 276 | UR La Louvière Centre (D1-Am)               | K. VC Westerlo (II)                      | 1-2          |               |        |
| T4   | 259 | K. FC Dessel Sport (D1-Am)                  | R.W.D. Molenbeek (D1-Am)                 | 2-2          | 4-2           |        |
| T5   | 277 | K. FC Dessel Sport (D1-Am)                  | R. Excelsior Virton (II)                 | 3-1          |               |        |
| T4   | 248 | UR Namur-Fosses-la-Ville (D2-Am)            | R. CS Verlaine (D2-Am)                   | 1-2          |               |        |
| T4   | 260 | R. Olympic Cl. Charleroi Farciennes (D1-Am) | K. RC Bambrugge (OVl-1)                  | 1-2          |               |        |
| T5   | 278 | R. CS Verlaine (D2-Am)                      | K. RC Bambrugge (OVl-1)                  | 1-1          | 1-1           | 5-3    |
| T4   | 244 | FC Verbroedering Dender EH (D1-Am)          | R. FC Seraing (D1-Am)                    | 1-3          |               |        |
| T5   | 279 | R. FC Seraing (D1-Am)                       | K. SV Roeselare (II)                     | 1-0          |               |        |
| T4   | 262 | Loenhout SK (Anv-2)                         | SC Dikkelvenne (D2-Am)                   | 1-4          |               |        |
| T5   | 280 | K. Beerschot VA (II)                        | SC Dikkelvenne (D2-Am)                   | 6-1          |               |        |
| T4   | 243 | R. US Rebecquoise (D2-Am)                   | K. Lyra Lierse Berlaar (D3-Am)           | 2-0          |               |        |
| T4   | 246 | R. FC Tilleur (D2-Am)                       | K. VK Tienen (D2-Am)                     | 5-3          |               |        |
| T5   | 281 | R. US Rebecquoise (D2-Am)                   | R. FC Tilleur (D2-Am)                    | 2-1          |               |        |
| T4   | 265 | K. FC St-Job (Anv-2)                        | K. Rupel Boom FC (D1-Am)                 | 3-4          |               |        |
| T4   | 257 | K. SC Blankenberge (WVl-1)                  | K. VV Vosselaar (D2-Am)                  | 0-2          |               |        |
| T5   | 282 | K. Rupel Boom FC (D1-Am)                    | K. VV Vosselaar (D2-Am)                  | 2-2          | 4-2           |        |
| T4   | 251 | K. SV Oudenaarde (D2-Am)                    | K. SV Temse (D2-Am)                      | 1-2          |               |        |
| T5   | 283 | Lommel SK (II)                              | K. SV Temse (D2-Am)                      | 4-0          |               |        |

## Rescapés par tour selon les divisions
| Division           | Tour 1 | Tour 2 | Tour 3 | Tour 4 | Tour 5 |
| ------------------ | ------ | ------ | ------ | ------ | ------ |
| Division 1B        | -      | -      | -      | -      | 7      |
| Division 1 Amateur | -      | -      | 16     | 11     | 5      |
| Division 2 Amateur | -      | 48     | 33     | 24     | 17     |
| Division 3 Amateur | 64     | 52     | 24     | 6      | 2      |
| Provinciale 1      | 82     | 42     | 18     | 6      | 1      |
| Provinciale 2      | 48     | 12     | 5      | 3      | 0      |
| Provinciale 3      | 27     | 6      | 0      | -      | -      |
| Provinciale 4      | 3      | 0      | -      | -      | -      |

Pour un article plus général, voir Coupe de Belgique de football 2019-2020.